# Радівка (Хмільницький район)
Ра́дівка — село в Україні, у Калинівській міській громаді Хмільницького району Вінницької області. Населення становить 847 осіб.

## Географія
Село розташоване в 15 кілометрах від центру громади, праворуч автошляху Київ — Вінниця. Знаходиться воно на невеликій підвищеній місцевості з чорноземним ґрунтом і здоровим кліматом, при невеликій річці Волох. Село Софіївка, яке теж відноситься до цієї громади, розташоване в низовинній місцевості на правому березі річки.

## Історія
В 1929—1930 роках пройшла суцільна колективізація. Згодом Радівка значно розширилась. Створений колгосп імені Ворошилова до Німецько-радянської війни — був одним з найкращих в районі. Головою колгоспу імені Ворошилова було обрано Макара Мандибуру.
Під час організованого радянською владою Голодомору 1932—1933 років померло щонайменше 257 жителів села.
12 червня 2020 року, відповідно до Розпорядження Кабінету Міністрів України № 707-р, «Про визначення адміністративних центрів та затвердження територій територіальних громад Вінницької області», увійшло до складу Калинівської міської громади.
19 липня 2020 року, в результаті адміністративно-територіальної реформи і ліквідації Калинівського району, село увійшло до складу новоутвореного Хмільницького району.

## Населення
Сьогодні на території громади 459 дворів. Загальна кількість жителів станом на 01.01.2012 року — 1178 чоловік, з них пенсіонерів — 458, дітей шкільного віку — 130, учасників бойових дій — 2, солдатських вдів -1, учасників Великої Вітчизняної війни — 68.

### Мова
Розподіл населення за рідною мовою за даними перепису 2001 року:
| Мова            | Кількість | Відсоток |
| --------------- | --------- | -------- |
| українська      | 839       | 99.06%   |
| російська       | 4         | 0.46%    |
| румунська       | 2         | 0.24%    |
| інші/не вказали | 2         | 0.24%    |
| Усього          | 847       | 100%     |

## Інфраструктура
На території громади функціонує середня загальноосвітня школа І -ІІІ ступенів та дитячий садок «Сонечко» на 30 дітей-дошкільнят. Також у селі діють філіал Калинівської районної бібліотеки, фельдшерсько-акушерський пункті, спортивний комплекс, відділення зв'язку, сучасний торгівельний комплекс. Товарами першої необхідності жителів села забезпечують один магазин радгоспробкопу, та три приватних магазини.
В центрі споруджено пам'ятник загиблим воїнам-односельчанам.
В центрі села також побудована в 2001 році Православна церква Різдва Пресвятої Богородиці Московського патріархату.